# Trisomia chromosomu X
Trisomia chromosomu X (zespół XXX, nadkobieta,  metakobieta, nadsamica, superfemale, superkobieta) – nondysjunkcja chromosomów płciowych. Kobieta dotknięta tym zespołem ma dodatkowy chromosom X (XXX), tym samym ma 47 chromosomów w kariotypie. 
W znaczeniu nadsamicy − osobnik o cechach fenotypowych żeńskich, często z wyjątkowo dobrze zaznaczonymi trzeciorzędowymi cechami płciowymi.
Wada ta jest skorelowana z wiekiem matki - im starsza matka, tym większe prawdopodobieństwo trisomii XXX u córki. Występuje z częstością 1/1000 urodzeń (szacuje się, że 0,1% populacji kobiet ma ten zespół). Zazwyczaj przebiega bez istotnych cech fenotypowych lub klinicznych. Trisomii X może towarzyszyć wysoki wzrost. Większość pacjentek rozwija się normalnie i nie ma problemów z płodnością, choć zdarzają się przypadki zaburzeń miesiączkowania i obniżenia płodności. Trisomii X towarzyszy też zwiększone ryzyko wystąpienia trudności w uczeniu się, a w niektórych przypadkach lekkie upośledzenie. U kobiet z zespołem XXX występują dwa ciałka Barra.